# 台湾地方切手
台湾地方切手（たいわんちほうきって）とは、大日本帝国が第二次世界大戦に敗北した直後に台湾で発行した切手である。図案は当時の普通切手よりも簡略化された数字と菊花紋章からなる。

## 概要

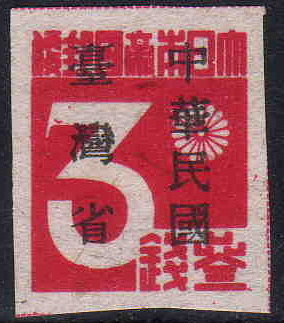
加刷された台湾地方切手（3銭）

第二次世界大戦末期、大日本帝国は制空権および制海権を失い物流網が途絶していた為、切手の供給も困難になっていた。そのうえ連合国による空襲の激化による切手配給途絶に備える必要があった。そのため、あらかじめ各地の郵政局に簡略化した切手の原画を配布し、在庫が足らなくなった場合には現地の印刷会社で印刷する指示をしていた。そのうち孤立していた台湾では切手が現地で9種類が印刷された。そのうち3銭、5銭(両者は1945年10月21日発行)、と10銭(これのみ1945年10月31日発行)の3種が発行され、11月3日、中華民国の郵政接収で発売停止になった。ほかの6種（30銭、40銭、50銭、1円、5円、10円）は不発行に終わった。
中華郵政に接収された後、1945年11月4日に｢中華民国／台湾省｣と縦2行に加刷されたものが発売されたほか、無加刷の台湾地方切手も不発行も含め存在する。ただし、加刷の無いものの方が希少であり収集家目当ての偽造品が流通している。

## 備考
- 切手とは別に官製はがき及び封緘はがきも台湾で印刷されたものが発行されたが、内地で印刷されたものと同じデザインであるが、活字の相違で区別が可能である。